# SN 2011de
SN 2011de – supernowa typu Ia odkryta 22 maja 2011 roku w galaktyce UGC 10018. W momencie odkrycia miała maksymalną jasność 16,70m.